# Coupe du Congo-Kinshasa de football 1966
Navigation
Championnat national 1965 Championnat National 1967
La saison 1966 du Championnat du Congo kinshasa de football est la sixième édition de la première division au Congo Kinshasa. La compétition rassemble les meilleures équipes du pays.
Cette saison est la troisième après l'indépendance.

## Compétition

### Tournoi de qualification

#### Tour 1
| Équipe 1       | Résultat | Équipe 2         | Aller | Retour |
| -------------- | -------- | ---------------- | ----- | ------ |
| Kervanos       | 5 - 3    | Champion de Goma | 2 - 3 | 3 - 0  |
| Diables Rouges | 8 - 1    | Amical           | 3 - 1 | 5 - 1  |

#### Tour 2
| Équipe 1           | Résultat | Équipe 2        | Aller | Retour |
| ------------------ | -------- | --------------- | ----- | ------ |
| Union St Gilloise  | 7 - 4    | Union Sud Kasaï | 2 - 4 | 5 - 0  |
| champion de Bukavu | -        | Kervanos        | -     | -      |
| TP Englebert       | 10 - 1   | Bombardier      | 6 - 1 | 4 - 0  |
| CS Kolwezi         | 5 - 1    | US Panda        | 1 - 0 | 4 - 1  |
| AS Vita Club       | 7 - 2    | Diables Rouges  | 2 - 1 | 5 - 1  |
| Sporting           | 5 - 1    | AS Mikado       | -     | -      |

#### Tour 3
| Équipe 1          | Résultat | Équipe 2                                 | Aller | Retour |
| ----------------- | -------- | ---------------------------------------- | ----- | ------ |
| Union St-Gilloise | -        | Champion de Bukavu - Champion de Butembo | -     | -      |
| TP Englebert      | 6 - 4    | CS Kolwezi                               | 3 - 2 | 3 - 2  |
| AS Vita Club      | 4 - 1    | Sporting                                 | 4 - 1 | -      |

### Phase finale
A joué au Stade Tata Raphaël, Kinshasa.
| Rang | Équipe               | Pts | J | G | N | P | Bp | Bc | Diff |  | Résultats (▼ dom., ► ext.) | Eng | USG | Vit |
| ---- | -------------------- | --- | - | - | - | - | -- | -- | ---- |  | -------------------------- | --- | --- | --- |
| 1    | TP Englebert         | 4   | 2 | 2 | 0 | 0 | 8  | 4  | +4   |  | TP Englebert               |     | 6-3 |     |
| 2    | Union Saint-Gilloise | 2   | 2 | 1 | 0 | 1 | 6  | 7  | -1   |  | Union Saint-Gilloise       |     |     | 3-1 |
| 3    | AS Vita Club         | 0   | 2 | 0 | 0 | 2 | 2  | 5  | -3   |  | AS Vita Club               | 1-2 |     |     |

| Date           | Résultats            | Résultats | Résultats            |
| -------------- | -------------------- | --------- | -------------------- |
| 25 Juin 1966   | Union Saint-Gilloise | 3 - 1     | AS Vita Club         |
| 26 Juin 1966   | TP Englebert         | 6 - 3     | Union Saint-Gilloise |
| 1 Juillet 1966 | TP Englebert         | 2 - 1     | AS Vita Club         |

## Meilleur buteur
| N° | Joueur                | Club         | Buts |
| -- | --------------------- | ------------ | ---- |
| 1  | Pierre Kalala Mukendi | TP Englebert | 7    |